# Eldarin
L'eldarin, també conegut com a eldarin comú, és una de les moltes llengües artificials creades per John Ronald Reuel Tolkien per ambientar l'univers fictici de la Terra Mitjana.
Sempre dins l'univers de la Terra Mitjana, l'eldarin comú es parla pels elfs occidentals, anomenats també Eldar. És una llengua que evolucionà directament del parlar comú de tots els elfs, el quendian primitiu (anomenat Quenderin en Quenya). Fou la llengua de tots els eldar, els elfs que decidiren emprendre la Gran Marxa a Valinor abans de llurs divisions.
J. R. R. Tolkien no va però desenvolupar la llengua completament (no té vocabulari o gramàtica definits) sinó que descrigué l'eldarin comú com un estat cronològic del quendian primitiu. L'eldarin es menciona sobretot en el context d'un conjunt de regles fonològiques i estats evolutius de les llengües èlfiques entre el quendian primitiu i les llengües posteriors. Tot i que virtualment totes les formes de quendian primitiu es poden reconstruir lingüísticament com a eldarin comú, no hi ha cap filologia de l'eldarin en particular.

## Consonants
La taula següent mostra els fonemes consonàntics que es poden trobar a l'eldarin comú segons el llibre "Outline of Phonology" de J. R. R. Tolkien excepte per la y que aquí es representa com a j. Els termes lingüístics del quenya s'agafen d'un altre treball de Tolkien: el del llibre "The Tengwesta Qenderinwa". Segons Tolkien foren inventats per l'elf Rúmil.
| Català                 | Quenya                   | Parmatéma | Tincotéma | Calmatéma |
| ---------------------- | ------------------------ | --------- | --------- | --------- |
| Oclusives sordes       | Puntar alómear           | ⟨p⟩       | ⟨t⟩       | ⟨k⟩       |
| Oclusives aspirades    | Puntar alómea na-súrimar | ⟨ph⟩      | ⟨th⟩      | ⟨kh⟩      |
| Oclusives sonores      | Puntar ómaisi            | ⟨b⟩       | ⟨d⟩       | ⟨g⟩       |
| No-oclusives nasals    | Vórear nengwear          | ⟨m⟩       | ⟨n⟩       | ⟨ñ⟩       |
| No-oclusives orals     | Vórear milyar            | ⟨w⟩       | ⟨l⟩, ⟨r⟩  | ⟨j⟩       |
| No-oclusives aspirades | Vórear suryar            |           | ⟨s⟩       | ⟨h⟩       |

L'aspirada s era naturalment sorda en eldarin comú, i tendia a silenciar les consonants que la precedien, fossin o no nasals. Es pronunciava [z] abans de les consonants sonores (b, d, g, m, n). Aquesta pronunciació era merament contextual i el so z no apareixia com un element constructiu de mots separat. [z] era un al·lòfon del so [s].

## Vocals
D'acord amb J. R. R. Tolkien les vocals originals del quenderin havien adquirit les seves característiques i sistema al període de l'eldarin comú, abans de separar-se en dialectes posteriors (és a dir, com va passar durant la Gran Marxa dels eldar).

### Monoftongs
L'eldarin comú tenia dotze monoftongs: a, e, i, o, u ; ē, ệ, ā, ō, ộ, ū.

### Diftongs
L'eldarin comú classificava els diftongs en primaris i secundaris. Els diftongs primaris eren dos, ai i au, mentre que de secundaris n'hi havia vuit, ei, ai, oi, ui; ou, au, eu, iu.

### Vocals reduïdes
L'eldarin comú tenia a més "vocals reduïdes": la vocal neutra catalana ə i cinc continuants sil·làbiques: ļ, ŗ, ņ, ṃ, ñ. Aquestes no eren heretades del quendarin, sinó que resultaren de la reducció vocàlica sota les normes d'accentuació.